# قائمة الأعضاء العرب في الكنيست
الأعضاء الفلسطينيين في الكنيست الإسرائيلي في جميع ولاياته منذ الانتخابات التشريعية في إسرائيل سنة 1949. 

## الأعضاء في الكنيست الثانية والعشرون[3]
سبتمبر 2019 - مارس 2020
| النائب            | النائب | الحزب             | الولاية في الكنيست            |
| ----------------- | ------ | ----------------- | ----------------------------- |
| يوسف جبارين       |        | القائمة المشتركة  | 20, 21, 22                    |
| أيمن عودة         |        | القائمة المشتركة  | 20, 21, 22                    |
| أسامة السعدي      |        | القائمة المشتركة  | 20, 21, 22                    |
| أحمد الطيبي       |        | القائمة المشتركة  | 15، 16، 17، 18، 19,20, 21, 22 |
| عايدة توما سليمان |        | القائمة المشتركة  | 20, 21, 22                    |
| هبة يزبك          |        | القائمة المشتركة  | 21، 22                        |
| إمطانس شحادة      |        | القائمة المشتركة  | 21، 22                        |
| منصور عباس        |        | القائمة المشتركة  | 21، 22                        |
| جابر عساقلة       |        | القائمة المشتركة  | 22                            |
| سامي أبو شحادة    |        | القائمة المشتركة  | 22                            |
| وليد طه           |        | القائمة المشتركة  | 22                            |
| سعيد الخرومي      |        | القائمة المشتركة  | 20, 22                        |
| غدير مريح         |        | حزب أزرق ابيض     | 21, 22                        |
| حمد عمار          |        | حزب إسرائيل بيتنا | 18، 19، 20, 22                |

## الأعضاء في الكنيست الحادية والعشرون[4]
أبريل 2019- سبتمبر 2019
| النائب              | النائب | الحزب                                                        | الولاية في الكنيست            |
| ------------------- | ------ | ------------------------------------------------------------ | ----------------------------- |
| يوسف جبارين         |        | الجبهة الديمقراطية للسلام والمساواة والقائمة العربية للتغيير | 20, 21, 22                    |
| أيمن عودة           |        | الجبهة الديمقراطية للسلام والمساواة والقائمة العربية للتغيير | 20, 21, 22                    |
| أسامة السعدي        |        | الجبهة الديمقراطية للسلام والمساواة والقائمة العربية للتغيير | 20, 21, 22                    |
| أحمد الطيبي         |        | الجبهة الديمقراطية للسلام والمساواة والقائمة العربية للتغيير | 15، 16، 17، 18، 19,20, 21, 22 |
| عايدة توما سليمان   |        | الجبهة الديمقراطية للسلام والمساواة والقائمة العربية للتغيير | 20, 21, 22                    |
| هبة يزبك            |        | التجمع الوطني الديمقراطي والقائمة العربية الموحدة            | 21، 22                        |
| امطانس شحادة        |        | التجمع الوطني الديمقراطي والقائمة العربية الموحدة            | 21، 22                        |
| منصور عباس          |        | التجمع الوطني الديمقراطي والقائمة العربية الموحدة            | 21، 22                        |
| عبد الحكيم حاج يحيى |        | التجمع الوطني الديمقراطي والقائمة العربية الموحدة            | 20, 21                        |
| غدير كمال مريح      |        | حزب أزرق ابيض                                                | 21, 22                        |
| فطين ملا            |        | الليكود                                                      | 21, 22                        |
| عيساوي فريج         |        | ميرتس                                                        | 19، 20, 21                    |

## الأعضاء في الكنيست العشرون 2015-2019[5]
| النائب              | النائب | الحزب                                                                                    | الولاية في الكنيست     | ملاحظات                                                  |
| ------------------- | ------ | ---------------------------------------------------------------------------------------- | ---------------------- | -------------------------------------------------------- |
| حمد عمار            |        | حزب إسرائيل بيتنا                                                                        | 18، 19، 20             | موحدون دروز                                              |
| طلب أبو عرار        |        | القائمة العربية الموحدة القائمة المشتركة                                                 | 19، 20                 | بدوي                                                     |
| زهير بهلول          |        | الاتحاد الصهيوني                                                                         | 20                     |                                                          |
| عيساوي فريج         |        | ميرتس                                                                                    | 19، 20                 |                                                          |
| باسل غطاس           |        | التجمع الوطني الديمقراطي القائمة المشتركة                                                | 19، 20                 | مسيحي                                                    |
| مسعود غنايم         |        | القائمة العربية الموحدة القائمة المشتركة                                                 | 18، 19، 20             | مسلم سني                                                 |
| يوسف جبارين         |        | القائمة المشتركة                                                                         | 20                     |                                                          |
| أيوب قرا            |        | حزب الليكود                                                                              | 15، 16، 18، 20         | موحدون دروز، نائب رئيس الكنيست سابقا                     |
| عبد الله أبو معروف  |        | القائمة المشتركة                                                                         | 20                     | موحدون دروز                                              |
| أيمن عودة           |        | القائمة المشتركة                                                                         | 20                     |                                                          |
| أسامة السعدي        |        | القائمة المشتركة                                                                         | 20                     |                                                          |
| أحمد الطيبي         |        | التجمع الوطني الديمقراطي الحركة العربية للتغيير القائمة العربية الموحدة القائمة المشتركة | 15، 16، 17، 18، 19، 20 |                                                          |
| عايدة توما سليمان   |        | القائمة المشتركة                                                                         | 20                     |                                                          |
| عبد الحكيم حاج يحيى |        | القائمة المشتركة                                                                         | 20                     |                                                          |
| جمال زحالقة         |        | التجمع الوطني الديمقراطي القائمة المشتركة                                                | 16، 17، 18، 19، 20     |                                                          |
| حنين زعبي           |        | التجمع الوطني الديمقراطي القائمة المشتركة                                                | 18، 19، 20             | مسلمة سنية، أول امرأة عربية تدخل الكنيست على قائمة عربية |

## الأعضاء السابقون (61)
| الاسم                              | الحزب (أو الأحزاب) | عضو في الدورة (أو الدورات) رقم        | ملاحظات |
| ---------------------------------- | --- | ------------------------------------- | --- |
| علي صلالحة                         | حزب ميرتس | 24                                    | أصبح عضوًا في الكنيست ابتداءًا من 18 يوليو 2021؛ وذلك بعد استقالة عضو الكنيست عن حزب ميرتس عيساوي فريج.                                       |
| إبراهيم صرصور                      | القائمة العربية الموحدة | 17، 18                                | |
| حنا سويد                           | حداش | 17، 18                                | |
| سعيد نفاع                          | بلد | 17، 18                                | درزي |
| طلب الصانع                         | الحزب الديمقراطي العربي، القائمة العربية الموحدة                                                                                               | 13، 14، 15، 16، 17، 18                | بدوي من النقب |
| عفو إغبارية                        | حداش | 18                                    | |
| غالب مجادلة                        | حزب العمل | 16، 17، 18                            | أول وزير عربي مسلم، وزير بلا حقيبة (2007)، وزير العلوم والثقافة والرياضة (2007 ـ 2009)                                                      |
| مجلي وهبي                          | الليكود، كاديما | 16، 17، 18                            | درزي، نائب رئيس الكنيست سابقاً، تولى رئاسة إسرائيل لفترة وجيزة أثناء غياب موشيه كتساف في عطلة، نظراً لتزامن هذه العطلة مع غياب رئيسة الكنيست. |
| محمد بركة                          | حداش | 15، 16، 17، 18                        | نائب رئيس الكنيست سابقاً |
| أحمد كامل الظاهر (1906 ـ 1984)     | تقدم وتطور | 4، 5                                  | |
| محمود الناشف (1906 ـ 1979)         | زراعة وتطوير | 4                                     | |
| حماد أبو ربيعة                     | القائمة العربية للبدو والفلاحين، هامعراخ، القائمة العربية الموحدة (1977)                                                                       | 8، 9                                  | |
| لبيب حسين أبو ركن (1911 ـ 1989)    | مشاركة وأخوة | 4                                     | |
| أسعد أسعد (1944 ـ)                 | الليكود | 13                                    | |
| شفيق أسعد (1937 ـ 2004)            | الحركة الديمقراطية للتغيير، الحركة الديمقراطية، حزب الأخوّة (أحفا)، حركة التجديد الوطني (تيليم)                                                 | 9                                     | |
| زيدان عطشي (1940 ـ)                | حزب التغيير (شينوي) | 9، 11                                 | |
| رستم بستوني (1923 ـ 1994)          | حزب العمال الموحد (مبام) | 2                                     | أول مواطن عربي يمثل حزباً صهيونياً في الكنيست                                                                                                 |
| عزمي بشارة (1956 ـ)                | بلد | 14، 15، 16، 17                        | استقال في 22 أبريل 2007 |
| عبد الوهاب دراوشة (1943 ـ)         | هامعراخ، الحزب الديمقراطي العربي | 11، 12، 13، 14                        | |
| عبد المالك الدهامشة                | القائمة العربية الموحدة | 14، 15، 16                            | نائب رئيس الكنيست سابقاً. |
| يوسف دياب (1917 ـ 1984)            | مشاركة وأخوة | 4                                     | |
| سيف الدين الزعبي                   | القائمة الديموقراطية للناصرة، القائمة الديموقراطية لعرب إسرائيل، تقدم وتطور، شراكة وتطوير، هامعراخ، القائمة العربية الموحدة (1977)             | 1، 2، 3، 6، 7، 8، 9                   | |
| حسين فارس (1935 ـ)                 | حزب العمال الموحد (مبام) | 12                                    | |
| إميل حبيبي (1921 ـ 1996)           | الحزب الشيوعي الإسرائيلي (ماكي)، راكاح | 2، 3، 5، 6، 7                         | |
| حنا حداد (1919 ـ)                  | حزب العمل | 13                                    | |
| رفيق حاج يحيى (1936 ـ)             | أمة واحدة، حزب العمل | 14                                    | |
| وليد حاج يحيى (وليد صادق) (1936 ـ) | المعسكر اليساري، حزب ميريتس | 9، 13، 14                             | |
| فارس حمدان                         | زراعة وتطوير | 2، 3                                  | |
| يوسف خميس (1921 ـ 1986)            | حزب العمال الموحد (مبام) | 3، 4، 5                               | |
| صلاح حسن خنيفس                     | زراعة وتطوير | 2، 3                                  | |
| نادية حلو                          | حزب العمل | 17                                    | |
| خليل سليم جبارة                    | أحدوت هاعفودا (وحدة العمل) | 5                                     | |
| حسنية جبارة                        | حزب ميريتس | 15                                    | أول سيدة عربية تدخل الكنيست |
| أمين سليم جرجورة (1886 ـ 1975)     | القائمة الديموقراطية للناصرة | 1                                     | |
| محمد كنعان (1955 ـ)                | القائمة العربية الموحدة، الحزب القومي العربي                                                                                                   | 15                                    | |
| مسعد قسيس (1918 ـ 1989)            | القائمة الديموقراطية لعرب إسرائيل | 2، 3                                  | |
| حمد خلايلة                         | هامعراخ | 10                                    | |
| توفيق خطيب (1954 ـ)                | القائمة العربية الموحدة، الحزب القومي العربي                                                                                                   | 14، 15                                | |
| هاشم محاميد (1945 ـ)               | حداش، بلد، القائمة العربية الموحدة، الاتحاد الوطني ـ التحالف الوطني التقدمي                                                                    | 12، 13، 14، 15                        | |
| عصام مخول (1952 ـ)                 | حداش | 15، 16                                | |
| نواف مصالحة (1943 ـ)               | هامعراخ، حزب العمل، تحالف "إسرائيل واحدة" | 12، 13، 14، 15                        | نائب رئيس الكنيست سابقاً |
| محمد ميعاري (1939 ـ)               | القائمة التقدمية للسلام | 11، 12                                | |
| جبر داهش معدي (1919 ـ 2009)        | القائمة الديموقراطية لعرب إسرائيل، مشاركة وأخوة، شراكة وتطوير، الكتلة الدرزية الإسرائيلية، تقدم وتطور، هامعراخ، القائمة العربية الموحدة (1977) | 2، 3، 5، 6، 7،8، 9                    | |
| حنا موياس (1913 ـ 1981)            | حداش | 9                                     | |
| محمد نفاع (1939 ـ)                 | حداش | 12                                    | |
| إلياس نخلة (1913 ـ 1990)           | تقدم وتطور، شراكة وتطوير، الأخوة اليهودية العربية ،مشاركة وأخوة                                                                                | 4، 5، 6، 7                            | |
| أمل نصر الدين (1928 ـ)             | الليكود | 8، 9، 10، 11                          | |
| ذياب عبيد (1911 ـ 1984)            | مشاركة وأخوة | 5، 6، 7                               | |
| أحمد سعد (1945 ـ 2010)             | حداش | 14                                    | |
| صالح سليم (1953 ـ)                 | حداش | 13، 14                                | |
| صالح سليمان (1888 ـ 1980)          | زراعة وتطوير | 2، 3                                  | |
| واصل طه (1952 ـ)                   | بلد | 16، 17                                | |
| صالح طريف (1954 ـ)                 | هامعراخ، حزب العمل، تحالف "إسرائيل واحدة" | 12، 13، 14، 15، 16                    | أول وزير عربي في إسرائيل (وزير بدون وزارة)، رئيس الكنيست بالإنابة                                                                           |
| توفيق طوبي (1922 ـ)                | الحزب الشيوعي الإسرائيلي (ماكي)، راكاح، حداش                                                                                                   | 1، 2، 3، 4، 5، 6، 7، 8، 9، 10، 11، 12 | ثاني أطول نائب مكوثاً في الكنيست بعد شمعون بيريز                                                                                             |
| محمد وتد (1937 ـ 1994)             | هامعراخ، حزب العمال الموحد (مبام)، حداش | 10، 11                                | |
| عباس زكور (1965 ـ)                 | القائمة العربية الموحدة | 17                                    | |
| توفيق زياد (1929 ـ 1994)           | الحزب الشيوعي الإسرائيلي (راكاح)، حداش | 8، 9، 10، 11، 12، 13                  | أحد رموز شعر الصمود الفلسطيني |
| عبد العزيز الزعبي (1926 ـ 1974)    | حزب العمال الموحد (مبام)، هامعراخ | 6، 7، 8                               | أول عربي يشغل منصب وزير بالإنابة |

## مقالات ذات صلة
- كنيست
- عرب 48

## روابط خارجية
- قائمة نواب الكنيست على الموقع الرسمي له.